# 亨達島

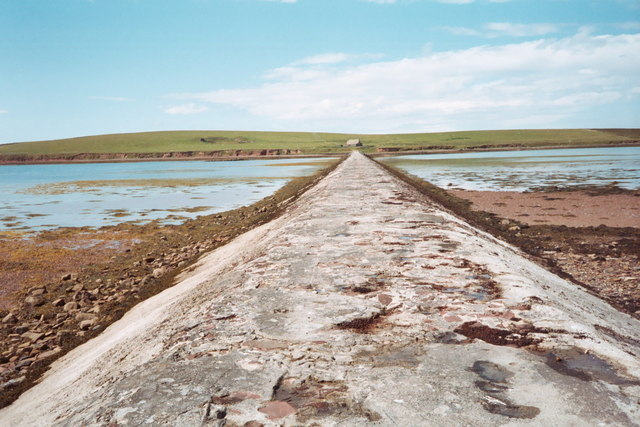
亨達島

亨達島是蘇格蘭的島嶼，位於巴雷島附近的大西洋海域，屬於奧克尼群島的一部分，面積1平方公里，最高點海拔高度42米，島上無人居住。
58°51′15″N 2°58′39″W / 58.85417°N 2.97750°W